# El suicidio en la Antigüedad
El suicidio en la Antigüedad era una práctica muy extendida. Había muchas formas utilizadas y muchas razones para suicidarse. Debido a que tomar la vida propia es moralmente conflictivo, hay muchos puntos de vista acerca del suicidio. Estos puntos de vista, a pesar de que algunos los pueden considerar modernos, tienen sus raíces en tiempos antiguos.

## Historia del suicidio
El Diccionario Inglés Oxford  coloca la primera ocurrencia de la palabra en 1651.  Aun así el suicidio era visto con desaprobación, y por lo tanto muchos, no incluyeron la palabra en sus diccionarios, dejando la palabra solo en el vocabulario. 

Debido a que existía la creencia de que el suicidio estaba  estrechamente relacionado al asesinato, existía preocupación sobre el bienestar del alma de quién se había suicidado. Esto se convirtió en una cuestión religiosa importante, dado que existían muchos puntos de vista religiosos sobre el suicidio.
finalmente, científicos y doctores consideraron al suicidio como una posible enfermedad. Los primeros diagnósticos médicos sugerían que las personas que se suicidaban eran enfermos mentales. Existían ciertas ventajas al reclamar el suicidio como problema médico. En vez de condenar la persona y a sus familias, se les otorgaba compasión como respuesta. “El acto era finalmente descriminalizado: el suicida exitoso ahora podía ser enterrado y su familia ya no era desheredada; con el suicidio no exitoso se salvaba de la ejecución ”.
Sin embargo, con estas ventajas vinieron algunas desventajas también. Al Álvarez en su libro The Savage God dijo, “A pesar de toda la charla de prevención,  puede ser que el suicidio sea tan rechazado por el científico social como por el más dogmático cristiano”.  Esto se refiere al hecho de que entre más personas empezaban a reconocer suicidio como enfermedad mental, más personas daban la espalda a la idea de que fuera una acción moralmente incorrecta o una cuestión religiosa.

## Razones antiguas para suicidarse
Hoy las razones para suicidio son muchas, y las maneras de conseguirlo son vastas. Años atrás, algunos encontraban al suicidio como la única manera  de redimirlos del fracaso.  Elise Garrison dijo que muchos suicidas antiguos, “[estaban] determinados a recuperar su honor perdido y restaurar equilibrio a sociedad”.
Garrison también se refiere a los trabajos de Émile Durkheim.  Dice que Durkheim habla sobre las personas que se dividen en categorías y tipos diferentes. Determinando a qué categoría pertenecen, podía decidir la razón por la que se suicidarían.  “Las categorías de Durkheim [son] —egotista, altruista, anomista, fatalista”.
Durkheim explica que las personas egoístas piensan de más y reflexionan acerca de todo. Tienden a tener un gran conocimiento, y no se integran bien a la sociedad. Los protestantes, por ejemplo, pueden tender a una personalidad egoísta.  Las personas altruistas tienden a devaluarse a sí mismos y tratan la opinión en grupo muy altamente. Para quienes siguen una vida muy estricta o están en una religión que es muy estricta acerca de la obediencia (como el catolicismo y el judaísmo), el sacrificio personal está considerado parte del suicidio altruista. El suicidio anómico puede resultar de alguien quién no controla o limita sus deseos. Satisfacen cada deseo, y no tienen ningún control.  Por otro lado, el suicidio fatalista normalmente ocurrirá en alguien que ha sido altamente controlado y que no tiene satisfechos muchos de sus deseos. Mientras estas categorías aplican al suicidio el día de hoy,  son estos tipos de personalidades los que hicieron a las personas más susceptibles al suicidio.
En la antigua India, se practicaron dos formas de suicidio altruista. Uno era Jauhar, una clase de suicidio en masa por mujeres de una comunidad cuándo sus hombres eran derrotados en batalla; el otro era el Sati, un suicidio de una viuda en la pira funeraria de su marido o después de la cremación.

## Suicidio en la Antigua Grecia
Debido a que el suicidio era un asunto polémico, este tema era discutido en todas las escuelas filosóficas del mundo Grecorromano. J.M. Rist dice: “Desde los inicios  de la escuela estoica, el problema de suicidio es…un problema de libre albedrío”.  Cada escuela formaba su propia opinión en las consecuencias y significados morales del suicidio. Eventualmente muchos griegos llegaron a considerar el suicidio como un acto heroico. A.D. Nock dijo: “había una cierta fascinación acerca de la elección sobre la propia muerte”.

### Filósofos en la Antigua Grecia

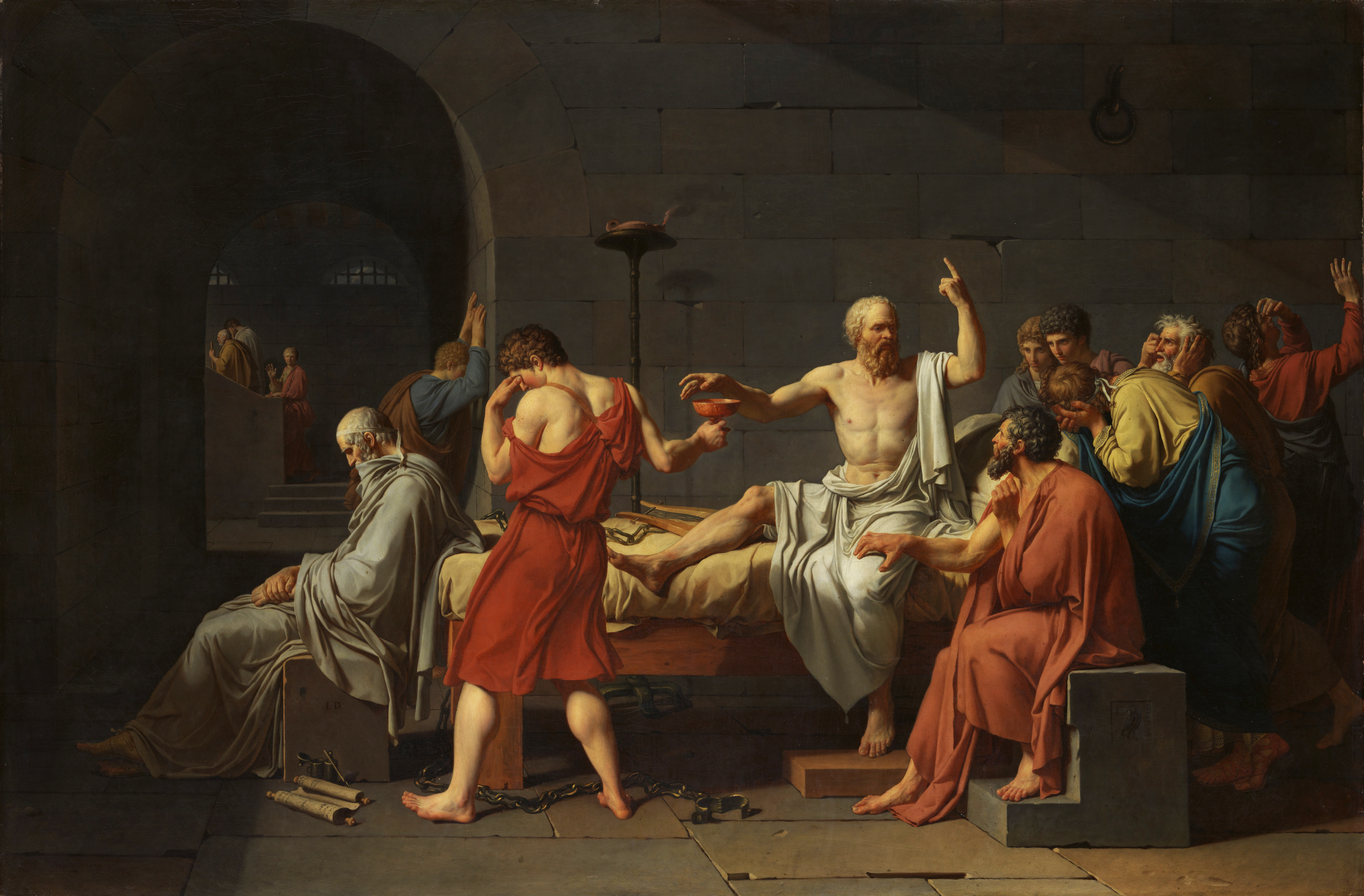
Jacques-Louis David, La Muerte de Sócrates, 1787.

Uno de los muchos filósofos que desarrolló una opinión encima el suicidio era Sócrates. Finalmente dice acerca del suicidio: “un hombre, que es una de las posesiones de Dios, no se debería de matar ‘hasta que Dios envía compulsión a él, ya que Dios nos envía compulsión como un regalo'”. Sócrates no estaba de acuerdo con el suicidio,  a menos que Dios le comande hacerlo. No se debe de hacer a no ser que exista compulsión allí. Él sentía que el suicida sería condenado, aunque fue él mismo quien se ejecutaría. La defensa de su eventual suicidio está detallado en la obra de Platón Apología de Sócrates. Aunque fue sentenciado a muerte por el estado, Sócrates tuvo la posibilidad de huir, cosa que rechazó, escogiendo a cambio beber cicuta.
Otro filósofo famoso del mundo Grecorromano con fuertes puntos de vista en el tema era Platón.  Aprendemos de J.M Rist que, “en el Fedón, Platón deja una muy pequeña laguna en su condena de la frecuente práctica griega del suicidio… ¿Lo que debe sufrir un hombre, pregunta Platón, si mata aquello que es lo más verdaderamente propio… aquello es, si toma la vida propia?”  Platón creía que el estado y los dioses estaban asociados, “Por lo que los delitos contra el estado son delitos contra los dioses, y viceversa.  Cuándo un hombre se mata sin una buena razón…  está cometiendo un delito”.  Esto permitía al estado el derecho de castigar.  Aun así, esto no implicaba que el suicidio era completamente inaceptable. Platón creía que el suicidio era aceptable bajo algunas circunstancias.
Aristóteles también creía que el suicidio era aceptable en algunas circunstancias.  Sentía que, “tomando la vida propia para evitar la pobreza, el deseo o el dolor es inhumano… o muy cobardes”.  A pesar de que creía esto, también sentía que era permitido si el estado lo ordenaba.  El caso de Sócrates era una ejemplo de esta declaración.

### Puntos de vista estoicos
El estoicismo abrazó la creencia de la mayoría de los griegos en cuanto al suicidio se refiere.  Los estoicos, como Platón o Aristóteles, creían que el suicidio estaba mal salvo en algunas circunstancias.  Zeno creía que, “Dios da la señal para la partida de un individuo”. Es solo bajo esta circunstancia que el suicidio es aceptable.  Cuando Dios ha dado la señal, entonces y sólo entonces es moralmente aceptable de acabar con la vida de uno mismo.  Esta creencia se debe a que dada la señal para terminar con la vida, Dios ya permitiría que se quitara la vida porque había terminado, debido a que el trabajo o el deber de esa persona ya había sido logrado.

## Suicidios bíblicos
Dentro de la Biblia cristiana, en el viejo y nuevo testamento, se tienen cinco casos de suicidio.

### Ejemplos en el Viejo Testamento
Uno de los casos es el de Sansón el cual había sido bendecido por el Señor con gran fuerza pero había perdido ese don. Sansón fue encarcelado por los filisteos y llevado ante ellos para entretenerlos. Entonces se recargó contra el pilar de soporte del templo donde estaban todos y rogó a Dios para que le diera fuerza y Dios contestó su oración. Con sus renovadas fuerzas, Sansón derrumbó el pilar lo que causó que el templo cayera encima de él y de 3.000 filisteos.

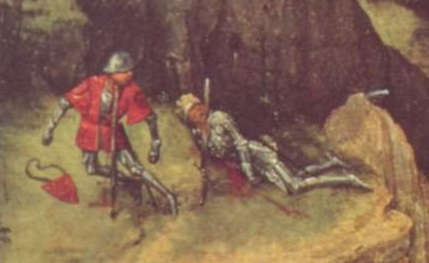
Pieter Brueghel El Viejo, La Muerte de Saul (detalle), 1562.

Otra historia bíblica sobre el suicidio es la del rey Saúl y su escudero. Después de ser herido de muerte por los filisteos, el rey Saúl le solicita a su portador de armadura que lo mate, pero cuándo el criado se niega, toma la espada y se tira encima. Entonces su ayudante, perturbado por la muerte de su rey, también toma la espada y se quita la vida (1 Samuel. 31:4-5). En este contexto, el rey Saúl está suicidándose porque cree que morirá de todas maneras, así que quiere terminar con el dolor lo más pronto posible. Su criado, por otro lado, se mata por devoción y/o respeto a su rey.
La tercera historia es la de un criado del hijo del rey David, Absalón. Su nombre era Ajitófel. Él se cuelga porque Absalón no tomó su consejo. 
La cuarta historia es la de Zimri, que fue un traidor se proclamó rey después de asesinar al rey Ela. Cuándo el ejército no le siguió, se encerró en sus cuarteles y les prendió fuego.

### Ejemplos en el Nuevo Testamento
La historia más conocida en la Biblia probablemente es la  de Judas después de su traición de Jesús. "Y arrojando las piezas de plata en el templo, salió, y fue y se ahorcó." (Mateo 27:5). San Agustín dijo acerca de este incidente que “no merecía piedad; y es por eso qué ninguna luz brillaba en su corazón para apresurarlo a pedir perdón de aquel al que traicionó, como aquellos quienes crucificaron al elegido. En aquella desesperación, se mató”.

### Enseñanzas de biblia
Estas diferentes enseñanzas del suicidio no tienen muchos comentarios adicionales, así que no están claras las enseñanzas que dejan. Aun así, debido a la carencia de detalles, muchos suponen que en la antigua Israel, el suicidio puede haber sido considerado una cosa natural, o incluso considerado un acto heroico.
Los estudiosos constantemente debaten respecto de la doctrina enseñada en la Biblia en cuanto al suicidio. San Agustín decía que “no hay razón legítima para suicidarse, ni siquiera para evitar el pecado… Cuando Judas se colgó,  aumentó más que lo que expió el delito de traición”.  El único problema de la aseveración de san Agustín es que no dice específicamente, si se refiere a la doctrina del suicidio del Viejo o del Nuevo Testamento.